# Erick Torres
Erick Estéfano „Cubo” Torres Padilla (ur. 19 stycznia 1993 w Guadalajarze) – meksykański piłkarz występujący na pozycji napastnika, reprezentant Meksyku, od 2024 roku zawodnik kostarykańskiego Herediano.
Torres w młodym wieku dołączył do akademii juniorskiej zespołu Chivas de Guadalajara. Podczas rozgrywek sezonu 2009/2010 został królem strzelców ligi meksykańskiej do lat 17, brał także udział w kilku międzynarodowych turniejach młodzieżowych. W seniorskiej drużynie Chivas zadebiutował w listopadzie 2010 w spotkaniu z Monterrey, natomiast premierową bramkę w Primera División de México strzelił w styczniu 2011 w konfrontacji z San Luis. W lipcu 2013 został wypożyczony do amerykańskiego klubu Chivas USA.
Torres, podczas gry w reprezentacji Meksyku U-17, wystąpił w juniorskich rozgrywkach Milk Cup, natomiast z reprezentacją Meksyku U-20 wziął udział w Turnieju w Tulonie. W 2011 roku zajął z Meksykiem trzecie miejsce na Mistrzostwach Świata U-20. W 2012 roku razem z reprezentacją Meksyku U-23 zakwalifikował się na Igrzyska Olimpijskie 2012.

## Początki
Torres urodził się 19 stycznia 1993 w Guadalajarze jako syn Luisa Germána Torresa Neri i Marii Guadalupe Padilla Salazar. Posiada dwóch starszych braci, Luisa Germána (ur. 1 marca 1988) i Néstora Ulisesa (ur. 16 lipca 1991), uprawiających amatorsko futbol na poziomie czwartej i trzeciej ligi. Jest praktykującym katolikiem, określa siebie jako rodzinnego człowieka, a jego hobby to pływanie. Podobnie jak rodzina, od dziecka kibicował drużynie Chivas de Guadalajara. Jego ojciec także był piłkarzem Chivas, grał na pozycji środkowego napastnika, jednak ani razu nie udało mu się zagrać w meczu pierwszego zespołu i występował w rezerwach klubu – Tapatío. Dziadek zawodnika był członkiem jednej z grup kibicowskich Guadalajary. Torres, tak jak jego koledzy klubowi Jorge Enríquez, Kristian Álvarez, Carlos Fierro i Giovani Casillas, uczęszczał do współpracującej z Chivas szkoły Educare w Guadalajarze. W sierpniu 2012, po ukończeniu szkoły średniej, rozpoczął studia na Universidad del Valle de Atemajac, na kierunku nauk o komunikacji społecznej.
Przydomek „Cubo” („Sześcian”) przylgnął do niego w wieku dziecięcym, w trakcie wycieczki do Stanów Zjednoczonych, ze względu na charakterystyczną, przypominającą wiadro fryzurę. Początkowo niechętnie odnosił się do tego pseudonimu, jednak później go zaakceptował i podczas meczów Chivas występował właśnie z napisem „Cubo” na koszulce. Jego znakiem rozpoznawczym jest także taniec robota po strzeleniu bramki – celebrację tą zaczął stosować jeszcze podczas gry w juniorach Guadalajary, a pomysł na nią zaczerpnął z jednej z piłkarskich gier wideo, w którą grał razem ze swoimi kolegami. Ze względu na to na początku kariery kibice określali go także przezwiskiem „Robotín”. Idolami piłkarskimi Torresa są José Cardozo i Ronaldo, najbardziej podziwia jednak Lionela Messiego. Jego ulubionym daniem jest sushi, najczęściej słucha muzyki elektronicznej i nowoczesnego popu.

## Kariera klubowa

### Guadalajara
Torres rozpoczął treningi w klubie Chivas de Guadalajara w wieku ośmiu lat, wcześniej przez trzy lata grał w młodzieżowych drużynach szkolnych oraz razem z braćmi w amatorskim zespole UdeG. Jego pierwszym trenerem w młodzieżowych ekipach był Jorge Rivera, później współpracował także z Corazeínem Pardo i Ramónem Baezą. W barwach juniorskich drużyn Chivas występował kolejno w piątej, czwartej i trzeciej lidze. Później grał w zespołach Guadalajary U-17 i U-20. Do grupy juniorskiej U-17 dołączył już w wieku 15 lat. W 2007 roku zdobył ze swoją drużyną, prowadzoną przez szkoleniowca Baezę, mistrzostwo Meksyku kategorii wiekowej '93, strzelając gola w wygranym 2:1 spotkaniu finałowym z Atlasem. W styczniu 2008 wziął udział w młodzieżowym boliwijskim turnieju Tahuichi, gdzie zajął ze swoją ekipą pierwsze miejsce w grupie. W sezonie 2009/2010 Torres został królem strzelców ligi meksykańskiej U-17, strzelając 22 bramki w 28 spotkaniach. W maju 2010 wystąpił na Klubowych Mistrzostwach Świata U-18 w Madrycie. Guadalajara wywalczyła wówczas wicemistrzostwo, przegrywając w meczu finałowym z brazylijskim Corinthians Paulista wynikiem 0:1. Torres brał także udział w turnieju Copa Sub–17 Independencia Bicentenario 2010 – prowadzony przez Manuela Martíneza zespół Chivas wyszedł z liczącej cztery zespoły grupy, zajmując w niej drugie miejsce, w półfinale pokonał 3:1 meksykański Cruz Azul, natomiast w finale uległ 2:4 brazylijskiemu São Paulo. Torres został najskuteczniejszym zawodnikiem imprezy, zdobywając sześć bramek, w tym dwie w spotkaniu finałowym. Pełnił także rolę kapitana swojego zespołu.

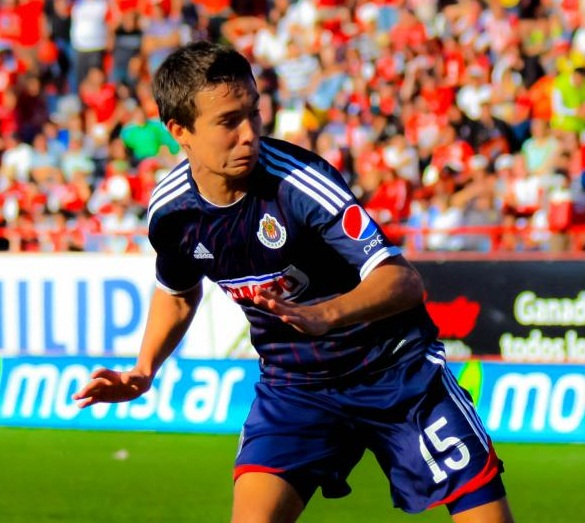
Torres we wrześniu 2011 jako zawodnik Guadalajary

Do pierwszego zespołu Guadalajary Torres został włączony jesienią 2010 przez szkoleniowca José Luisa Reala. W aklimatyzacji w drużynie pomógł mu kolega klubowy, reprezentant Meksyku Adolfo Bautista. W meksykańskiej Primera División 17–letni zawodnik zadebiutował 13 listopada w rozegranym w ramach ostatniej kolejki sezonu Apertura 2010 meczu z Monterrey. Guadalajara wygrała to spotkanie 3:2, natomiast Torres pojawił się na placu gry w 77. minucie jako zmiennik Patricio Araujo i rozegrał udane zawody. Na koniec sezonu drużyna Guadalajary zajęła dziesiąte miejsce w ligowej tabeli i nie awansowała do rozgrywek play–off.
22 stycznia 2011 meksykański zawodnik w swoim drugim meczu w najwyższej klasie rozgrywkowej i zarazem pierwszym spotkaniu, w którym wybiegł na plac gry w wyjściowym składzie Chivas, strzelił bramkę w zremisowanej ostatecznie 1:1 potyczce z San Luis. W 66. minucie pokonał bramkarza rywali Césara Lozano strzałem głową po dośrodkowaniu Xaviera Báeza, otwierając wynik spotkania. Dwie kolejki później, 5 lutego w wygranym 2:0 meczu z Atlante, Torres asystował przy trafieniu Patricio Araujo, natomiast 19 lutego w spotkaniu z Pachucą (4:1) zanotował gola i asystę (przy bramce Alberto Mediny). 12 marca 2011, w zremisowanych 1:1 derbach miasta Guadalajara („Clásico Tapatío”) z Atlasem, Torres w 11. minucie zdobył bramkę dla Chivas, natomiast dwie minuty później, jeszcze przed wznowieniem gry, otrzymał od sędziego Ricardo Arellano pierwszą w seniorskiej karierze czerwoną kartkę, za pokazanie obraźliwego gestu kibicom Atlasu. Ostatecznie, po złożeniu odwołania przez zarząd klubu Chivas de Guadalajara, komisja dyscyplinarna uniewinniła zawodnika, dzięki czemu uniknął on zawieszenia i mógł wystąpić w najbliższym meczu ligowym z Querétaro. W spotkaniu tym, zakończonym wynikiem 2:0, dwukrotnie wpisał się na listę strzelców, zdobywając swojego czwartego i piątego gola w seniorskiej drużynie Chivas. 10 kwietnia, w najbardziej prestiżowych derbach w Meksyku, z Américą („Súper Clásico”), 18–letni zawodnik strzelił gola i zanotował asystę przy bramce Marco Fabiána; Guadalajara ostatecznie zwyciężyła 3:0. Dzięki temu Torres został najmłodszym piłkarzem w 68–letniej historii derbów, który zdołał wpisać się na listę strzelców. Zespół Chivas na koniec sezonu Clausura 2011 zajął ósme miejsce w generalnej tabeli, klasyfikując się do fazy play–off, gdzie odpadł po przegranym dwumeczu półfinałowym z Pumas UNAM łącznym wynikiem 1:3 (1:1, 0:2). Torres zakończył rozgrywki Clausury z sześcioma golami na koncie, zostając drugim najskuteczniejszym piłkarzem swojego zespołu, zaraz za Marco Fabiánem, który zanotował dziewięć bramek.
W kwietniu 2011 zainteresowane zatrudnieniem wychowanka Chivas były dwie europejskie drużyny: hiszpańskie Deportivo La Coruña oraz holenderski PSV Eindhoven. W zespołach tych występowali inni Meksykanie – odpowiednio Andrés Guardado i Francisco Rodríguez. Media spekulowały, iż ewentualna kwota transferu oscylowałaby wokół czterech milionów euro, choć równocześnie przypuszczano, że władze klubu nie sprzedadzą go za mniejszą sumę niż dziesięć milionów. Mariano Varela, koordynator sportowy Chivas de Guadalajara, ogłosił jednak, że do klubu nie napłynęła żadna oficjalna oferta kupna Torresa. Zainteresowanie 18-latkiem przejawiały również drużyny FC Porto, Benfiki, Fiorentiny, Interu Mediolan, Tottenhamu oraz Realu Saragossa, którego trenerem był Meksykanin Javier Aguirre. Torresem poważnie interesował się też sir Alex Ferguson, szkoleniowiec Manchesteru United, który wysłał skautów klubowych, aby obserwowali napastnika podczas Turnieju w Tulonie 2011.
Przed rozgrywkami sezonu Apertura 2011 Torres zmienił swój dotychczasowy numer na koszulce, 67, na 15, który nosił przed nim Ricardo Michel Vázquez. Z powodu występu na Mistrzostwach Świata U–20 zawodnik nie wystąpił w pierwszej, drugiej, czwartej, piątej i szóstej kolejce Apertury. Po powrocie z Mundialu znajdował się jednak w słabej formie i nie zdobył ani jednego gola dla swojej drużyny. Pod koniec września 2011 Torres trenował z legendarnym napastnikiem Chivas, Salvadorem Reyesem. 28 września tego samego roku 18-letni napastnik został wysłany przez klub do Kolumbii, gdzie wziął udział w specjalistycznych warsztatach psychologicznych prowadzonych przez doktora Claudio Naranjo. Wcześniej uczestniczyli w nich inni piłkarze Guadalajary, Marco Fabián oraz Omar Arellano. Przez wyjazd Torres nie mógł wystąpić w meczu jedenastej kolejki sezonu Apertura, z Querétaro. Po powrocie do Meksyku strzelił bramkę w rozegranym 12 października 2011 w Kansas City meczu towarzyskim z tamtejszym zespołem Sporting KC (2:2) – Guadalajarę prowadził już wówczas nowy szkoleniowiec, Fernando Quirarte. Trzy dni później, w wygranym 5:2 ligowym meczu z Tecos UAG, zdobył dwa gole – były to zarazem jego pierwsze trafienia w rozgrywkach Apertura 2011. 23 października po raz drugi w karierze wpisał się na listę strzelców w derbach „Súper Clásico” z Américą – tym razem zespół Guadalajary wygrał 3:1 na Estadio Azteca. W kolejnym meczu derbowym, rozegranym 29 października z Atlasem na Estadio Jalisco, Torres strzałem głową w 54. minucie zdobył pierwszą bramkę meczu; ostatecznie spotkanie zakończyło się rezultatem 1:1. Piątą bramkę w rozgrywkach Apertura zdobył w ostatniej, siedemnastej kolejce sezonu regularnego, 5 listopada w meczu z Pachucą (2:2). Zespół Chivas zajęła pierwsze miejsce w generalnej tabeli, jednak w fazie play–off odpadł już po przegranym 1:2 (1:2, 0:0) dwumeczu ćwierćfinałowym z Querétaro.
Przed sezonem Clausura 2012 Torres razem z zespołem Chivas wziął udział w obozie przygotowawczym w mieście Manzanillo, podczas którego prezentował dobrą formę i był najlepszym strzelcem ekipy. Od początku sezonu pełnił funkcję podstawowego piłkarza zespołu, jednak pierwszego gola w rozgrywkach strzelił dopiero w ósmej kolejce, 26 lutego, w wygranym 2:1 meczu z Santos Laguną, dzięki czemu pomógł przełamać swojej drużynie passę trzynastu ligowych spotkań bez zwycięstwa. 10 marca w konfrontacji z Cruz Azul, także wygranej przez Chivas 2:1, zdobył wyrównującego gola w końcówce spotkania, a w doliczonym czasie gry wywalczył rzut karny, zamieniony na bramkę przez Héctora Reynoso. 22 lutego, w przegranym 0:3 meczu fazy grupowej Copa Libertadores z argentyńskim Vélezem Sarsfield, zanotował swój pierwszy występ w międzynarodowych rozgrywkach klubowych, jednak jego ekipa ostatecznie nie zdołała wyjść z grupy i zajęła w niej ostatnie miejsce. Ogółem rozgrywki Clausury drużyna Guadalajary zakończyła z łącznym bilansem pięciu zwycięstw, czterech remisów i czternastu porażek, jednym z najgorszych w historii klubu, zajmując piętnaste miejsce w ligowej tabeli.
W czerwcu 2012, przed rozgrywkami Apertura, Torres po raz kolejny zmienił swój numer na koszulce, tym razem na 19 po odejściu Jonny’ego Magallóna. W letnim okienku transferowym do zespołu Chivas dołączył nowy napastnik, Rafael Márquez Lugo, którego zawodnik nazwał swoim mentorem. W czerwcu wyjechał z prowadzonym przez holenderskiego trenera Johna van ’t Schipa zespołem Chivas na obóz przygotowawczy do Hiszpanii. 29 sierpnia, w wygranym 4:0 spotkaniu z trynidadzkim W Connection w rozgrywkach Ligi Mistrzów CONCACAF, zanotował dwie asysty, przy bramkach Carlosa Fierro i Marco Fabiána. Kolejną asystę zaliczył 14 września, w ligowym meczu z Leónem, wygranym 2:1, po dośrodkowaniu z rzutu rożnego przy wyrównującym trafieniu Jorge Enríqueza. Jednocześnie zanotował serię szesnastu spotkań z rzędu bez zdobytej bramki dla Chivas, spowodowaną większą liczbą zadań defensywnych na boisku przydzielonych mu przez trenera Van't Schipa. Złą passę przełamał dopiero 26 września w zremisowanej 1:1 konfrontacji rewanżowej z W Connection w fazie grupowej Ligi Mistrzów CONCACAF, zdobywając zarazem swojego pierwszego gola w międzynarodowych rozgrywkach klubowych. Ostatecznie drużyna Chivas odpadła z tego turnieju w fazie grupowej, zajmując w niej niepremiowane awansem drugie miejsce. 28 października, w wygranym 2:1 meczu ligi meksykańskiej U-20 z Atlasem (w którym strzelił gola i zanotował asystę), za wszczęcie bójki między zawodnikami obydwóch drużyn został zawieszony na trzy spotkania pierwszego zespołu przez komisję dyscylinarną. 18 listopada, podczas meczu z Tolucą w drugim meczu ćwierćfinałowym fazy play-off, po raz pierwszy od ośmiu miesięcy wpisał się na listę strzelców w spotkaniu ligowym, lecz jego zespół przegrał ostatecznie w dwumeczu wynikiem 2:5 (1:2, 1:3) i odpadł z rywalizacji o tytuł mistrzowski. Ogółem podczas sezonu Apertura 2012 notował bardzo słabe występy, zdobył tylko jedną bramkę w lidze meksykańskiej i w niemal połowie rozegranych spotkań wchodził na plac gry w roli rezerwowego, mając za konkurentów do gry w wyjściowej jedenastce Rafaela Márqueza Lugo i Carlosa Fierro. Jego postępy w drużynie były monitorowane wówczas przez wysłanników włoskiego Juventusu i niemieckiej Borussii Dortmund.
W listopadzie 2012, z racji przyjścia do klubu kolejnego atakującego, Miguela Sabaha, władze Chivas rozpoczęły negocjacje w sprawie wypożyczenia Torresa do walczącego o utrzymanie klubu Querétaro FC. Jego zatrudnieniem interesował się również klub San Luis FC, prowadzony przez byłego członka sztabu szkoleniowego Chivas, Eduardo Fentanesa, jednak ostatecznie do transferu nie doszło i zawodnik pozostał w drużynie na sezon Clausura 2013. Był jednak wyłącznie rezerwowym napastnikiem w taktyce nowego trenera Benjamína Galindo, lecz już w pierwszej kolejce sezonu, w zremisowanym 1:1 meczu z Tolucą, zanotował asystę przy trafieniu Miguela Sabaha, a po jego karnej dyskwalifikacji udało mu się rozegrać jeden mecz w wyjściowej jedenastce, po czym powrócił na ławkę. Podczas kolejnego nieudanego sezonu w wykonaniu Torresa, uznano, że jednym z tego powodów jest zbyt szybkie wejście zawodnika w seniorską piłkę; aby ratować jego karierę oraz odciążyć go z presji i krytyki, zarząd Guadalajary umożliwił mu częstsze występy w kategorii wiekowej U-20, przy jednoczesnych treningach z pierwszą drużyną. 20 marca 2013, podczas przerwy na mecze reprezentacji, zdobył bramkę w zremisowanym 3:3 meczu towarzyskim z Chivas USA w Ciudad Juárez, która, jak sam przyznał, znacznie zmotywowała go do dalszej rywalizacji o miejsce w ataku. Trzy dni później, podczas tego samego zgrupowania, wpisał się również na listę strzelców w wygranym 2:0 sparingu z reprezentacją Meksyku U-20. 20 kwietnia 2013, w przegranym 0:1 meczu derbowym z Atlasem, doznał zwichnięcia lewego łokcia, wskutek czego musiał pauzować do końca rozgrywek Clausura 2013. Do treningów powrócił po upływie niecałych trzech tygodni. Dzięki temu mógł pomóc drużynie Chivas U-20 w rozgrywkach młodzieżowej ligi meksykańskiej; wystąpił wówczas we wszystkich sześciu spotkaniach fazy play-off, zdobywając po golu w rewanżu ćwierćfinałowym z Pachucą (4:3) i rewanżu półfinałowym z Querétaro (2:0). Po wygranym łącznym wynikiem 4:2 (3:0, 1:2) dwumeczu finałowym z Tigres UANL razem z resztą ekipy prowadzonej przez Marco Fabiána Vázqueza zdobył ostatecznie mistrzostwo Meksyku U-20 w sezonie Clausura 2013.
W letnim okienku transferowym 2013 pojawiły się informacje o możliwym odejściu Torresa do drugoligowego klubu Correcaminos UAT. Na czas okresu przygotowawczego pozostał jednak w swoim zespole, co zbiegło się z przyjściem do drużyny kolejnego konkurenta o miejsce w pierwszym składzie, reprezentanta Meksyku Aldo de Nigrisa. 16 czerwca 2013, na początku okresu przygotowawczego przed sezonem Apertura 2013, zdobył gola na wagę zwycięstwa w wygranej 1:0 towarzyskiej konfrontacji z Chivas USA.

### Chivas USA
W lipcu 2013 Torres na zasadzie wypożyczenia został graczem amerykańskiego klubu Chivas USA, będącego satelicką drużyną Guadalajary. Szczegółów transakcji nie ujawniono. Tym samym dołączył do innych swoich rodaków występujących już w tym klubie – Mario de Luny, Edgara Mejíi, Julio Moralesa, José Manuela Rivery i Martína Ponce. Trener Chivas USA, José Luis Real, który współpracował już z Torresem w poprzednim zespole, uznał sprowadzenie zawodnika za duże wzmocnienie ekipy. W ekipie z siedzibą w Carson 20-letni piłkarz zadebiutował 17 lipca 2013 w wygranym 1:0 spotkaniu z Toronto FC, w którym zdobył również pierwszego gola dla swojej drużyny. Dzięki temu zespół Chivas zdołał przerwać serię czternastu meczów z rzędu bez zwycięstwa w Major League Soccer, a on sam został wybrany najlepszym latynoskim zawodnikiem 21. kolejki ligowej. Na listę strzelców wpisał się również w następnej kolejce, 29 lipca w przegranej 1:2 konfrontacji z Seattle Sounders. Ze względu na swoje udane występy szybko został określony mianem rewelacji ligi, został również wybrany najlepszym piłkarzem lipca ekipy Chivas. 25 sierpnia strzelił dwie bramki w spotkaniu z New York Red Bulls, wygranym ostatecznie 3:2. Od tamtego czasu trener Real najczęściej ustawiał go w linii ataku wraz z Julio Moralesem. Wyczyn w postaci dwukrotnego wpisania się na listę strzelców powtórzył również 1 września w meczu z Vancouver Whitecaps, pierwszego gola zdobywając uderzeniem z przewrotki, nominowanym później do nagrody najpiękniejszej bramki kolejki – AT&T MLS Goal of the Week. Po raz kolejny władze MLS wybrały go wówczas najlepszym latynoskim piłkarzem serii meczowej.
8 września, w wygranym 1:0 pojedynku z D.C. United, zanotował siódme trafienie dla Chivas. Kapitan drużyny, Dan Kennedy, określił wtedy Torresa mianem najlepszego napastnika klubu od czasów Ante Razova, doceniając również jego dojrzałość w grze. Kilka dni później drugi raz z rzędu został wybrany najlepszym piłkarzem miesiąca w Chivas, tym razem sierpnia, po raz trzeci uhonorowano go również nagrodą dla najlepszego Latynosa kolejki.

## Kariera reprezentacyjna

### U–16 i U–17
W 2009 roku Torres, wraz z meksykańską kadrą do lat 16, brał udział w towarzyskim turnieju rozgrywanym w Japonii. W barwach reprezentacji Meksyku U-17 wystąpił w turnieju Milk Cup 2010. Młodzieżowa drużyna El Tri zajęła wówczas czwarte miejsce w rozgrywkach, natomiast młody napastnik Chivas był jednym z wyróżniających się graczy w swoim zespole narodowym.

### U–20
W marcu 2011 Juan Carlos Chávez, selekcjoner reprezentacji Meksyku U-20, nie powołał 18-letniego wówczas Torresa na Młodzieżowe Mistrzostwa Ameryki Północnej, argumentując swój wybór niskim wiekiem piłkarza. Ostatecznie meksykańska drużyna triumfowała w tych rozgrywkach. W maju 2011 Torres znalazł się na liście graczy powołanych do kadry U–20 na towarzyski Turniej w Tulonie. W rozgrywkach tych występujący z numerem 10 zawodnik Chivas rozegrał cztery spotkania, w fazie grupowej z Francją (1:4), Węgrami (2:0) i Chinami (2:1) oraz w półfinale z Kolumbią (1:2). W pierwszych dwóch meczach wchodził na boisko z ławki rezerwowych, natomiast w konfrontacji z Chinami i Kolumbią wybiegał na plac gry w podstawowym składzie. Meksykańska kadra zajęła czwartą pozycję na turnieju, przegrywając z Włochami w meczu o trzecie miejsce (1:1, 4:5 po karnych).
Na początku lipca 2011 Torres został powołany przez selekcjonera młodzieżowej kadry, Juana Carlosa Cháveza, na Mistrzostwa Świata U-20 W Kolumbii. Zawodnik Chivas był najmłodszym Meksykaninem występującym na tym turnieju. Przed rozgrywkami wziął udział w obozie przygotowawczym kadry w Panamie. Na MŚ reprezentacja Meksyku zajęła premiowane awansem drugie miejsce w liczącej cztery zespoły grupie, w fazie play–off odpadła po półfinale, a na koniec zwyciężyła w meczu o trzecie miejsce. Torres pojawił się na boisku we wszystkich siedmiu spotkaniach – w fazie grupowej z Argentyną (0:1), Koreą Północną (3:0) i Anglią (0:0), w 1/8 finału z Kamerunem (1:1, 3:0 po karnych), w ćwierćfinale z Kolumbią (3:1), w półfinale z Brazylią (0:2) oraz w spotkaniu o trzecie miejsce z Francją (3:1). W wyjściowym składzie znalazł się w trzecim, piątym, szóstym i siódmym z wymienionych meczów. Ponadto w spotkaniu 1/8 finału z Kamerunem, w serii rzutów karnych wykorzystał swoją jedenastkę oraz strzelił pierwszą bramkę w ćwierćfinałowej konfrontacji z gospodarzami turnieju, wpisując się na listę strzelców w 37. minucie, także uderzeniem z rzutu karnego. Jego występ na turnieju został jednak powszechnie skrytykowany przez meksykańskich kibiców.
W lutym 2013 Torres był bliski otrzymania powołania od szkoleniowca Sergio Almaguera do reprezentacji Meksyku U-20 na Młodzieżowe Mistrzostwa Ameryki Północnej w Meksyku, jednak ostatecznie nie znalazł się w składzie na ten kontynentalny turniej. Meksykanie, pełniący wówczas rolę gospodarzy, triumfowali ostatecznie w rozgrywkach.

### U–22
W maju 2011 Torres otrzymał wstępne powołanie do meksykańskiej reprezentacji U-22, złożonej z zawodników, którzy stanowili trzon seniorskiej kadry na Copa América 2011. Miesiąc później Meksykański Związek Piłki Nożnej ogłosił, że szkoleniowiec Luis Fernando Tena nie zabierze piłkarza Chivas na rozgrywany w Argentynie turniej, aby mógł on wziąć udział w Mistrzostwach Świata U-20.

### U–23
W marcu 2012 trener Luis Fernando Tena powołał Torresa do reprezentacji Meksyku U-23 na turniej kwalifikacyjny strefy CONCACAF do Igrzysk Olimpijskich w Londynie. Jego kadra zajęła wówczas pierwsze miejsce w grupie, po czym triumfowała również w półfinale, a w spotkaniu finałowym pokonała Honduras wynikiem 2:1, kwalifikując się na igrzyska. Sam zawodnik pełnił jednak funkcję rezerwowego drużyny i rozegrał trzy spotkania – w fazie grupowej z Panamą (1:0), w którym strzelił decydującego o zwycięstwie gola w doliczonym czasie gry, a także w półfinale z Kanadą (3:1) oraz w finale z Hondurasem, jedynie w pierwszym meczu wychodząc na plac gry w wyjściowej jedenastce. Nie znalazł się ostatecznie w składzie na olimpiadę, gdzie reprezentacja Meksyku ostatecznie triumfowała.

## Statystyki kariery

### Klubowe
| Klub        | Sezon             | Kraj              | Rozgrywki         | Liga  | Liga | Puchar kraju | Puchar kraju | Międzynarodowe | Międzynarodowe | Międzynarodowe | Łącznie | Łącznie |
| Klub        | Sezon             | Kraj              | Rozgrywki         | Mecze | Gole | Mecze        | Gole         | Rozgrywki      | Mecze          | Gole           | Mecze   | Gole    |
| ----------- | ----------------- | ----------------- | ----------------- | ----- | ---- | ------------ | ------------ | -------------- | -------------- | -------------- | ------- | ------- |
| Guadalajara | 2010–2011         | Meksyk            | Liga MX           | 20    | 6    | —–           | —–           | —–             | —–             | —–             | 20      | 6       |
| Guadalajara | 2011–2012         | Meksyk            | Liga MX           | 25    | 7    | —–           | —–           | CL             | 3              | 0              | 28      | 7       |
| Guadalajara | 2012–2013         | Meksyk            | Liga MX           | 20    | 1    | —–           | —–           | LM             | 3              | 1              | 23      | 2       |
| Chivas USA  | 2013              | Stany Zjednoczone | MLS               | 15    | 7    | —–           | —–           | —–             | —–             | —–             | 15      | 7       |
| Chivas USA  | 2014              | Stany Zjednoczone | MLS               | 29    | 15   | 1            | 0            | —–             | —–             | —–             | 30      | 15      |
| Łącznie     | Meksyk            | Meksyk            | Meksyk            | 65    | 14   | —–           | —–           | CL + LM        | 6              | 1              | 71      | 15      |
| Łącznie     | Stany Zjednoczone | Stany Zjednoczone | Stany Zjednoczone | 44    | 22   | 1            | 0            | —–             | —–             | —–             | 45      | 22      |
| Łącznie     | Łącznie           | Łącznie           | Łącznie           | 109   | 36   | 1            | 0            | CL + LM        | 6              | 1              | 116     | 37      |

Stan na 1 stycznia 2015.
Legenda:
- CL – Copa Libertadores
- LM – Liga Mistrzów CONCACAF

## Osiągnięcia

### Reprezentacja Meksyku
- Zwycięstwo
  - Turniej eliminacyjny do Igrzysk Olimpijskich: 2012
- Trzecie miejsce
  - Mistrzostwa Świata U–20: 2011
- Czwarte miejsce
  - Turniej w Tulonie: 2011

## Styl gry
Torres potrafi dobrze ustawić się w polu karnym, posiada rozwinięty w wysokim stopniu instynkt strzelecki i umie oddać mocny strzał na bramkę. Jego atutami są także umiejętności techniczne i przyjęcie piłki. Charakterystyczną cechą Torresa jest jednak doskonała gra głową. Dziennikarz popularnego madryckiego dziennika sportowego „As”. Aritz Gabilondo, do zalet zawodnika zaliczył także zdolność do poruszania się między obrońcami przeciwnika. Torres często porównywany jest do innego wychowanka Guadalajary, Javiera Hernándeza. Podobieństwo w stylu gry obu piłkarzy zauważył trener Efraín Flores, jeszcze przed debiutem piłkarza w Primera División. Jego opinię podzielił także właściciel Chivas, biznesmen Jorge Vergara. Sam Torres, ze względu na dobre warunki fizyczne i grę głową, porównuje swój piłkarski styl do Zlatana Ibrahimovicia i Jareda Borgettiego. Holenderski szkoleniowiec Chivas, John van ’t Schip, za jedną z największych zalet zawodnika uznał grę bez piłki oraz skuteczną pracę w defensywie, natomiast José Luis Real, który wprowadzał go do dorosłej piłki, zwrócił uwagę na silną mentalność Torresa.